# Gerhard Plankensteiner
Gerhard Plankensteiner, né le 8 avril 1971 à Vipiteno, est un lugeur italien. D'abord lugeur individuel, il se spécialise en luge biplace en faisant équipe avec Oswald Haselrieder.

## Repères biographiques
Gerhard Plankensteiner commence les compétitions internationales en 1986 dans les catégories de jeunes, dans la discipline du simple hommes. Il obtient deux médailles mondiales en juniors (it) dont le titre en 1990 (it). Il arrive en Coupe du monde senior lors de la saison 1989-1990 (it). Il conquiert dès sa première année au plus haut niveau son premier podium à Winterberg (it), le 11 février 1990. Cependant il faut attendre sa première saison de collaboration avec Oswald Haselrieder, pour qu'il obtienne sa première victoire. Le 29 janvier 1995, lors de l'étape de Saint-Moritz (it), il remporte l'épreuve de luge biplace. Leur meilleure année est la saison 1996-1997 (it), où ils terminent deuxièmes (it). En tout, ils remportent cinq victoires en Coupe du monde.
Gerhard Plankensteiner a participé à cinq Jeux olympiques. À l'âge de vingt ans, il termine onzième de l'épreuve de luge simple hommes (en) aux Jeux d'Albertville. Ses quatre autres participations, il est associé à Oswald Haselrieder. Après s'être classé sixième à Nagano (en) en 1998 et septième à Salt Lake City (en) en 2002, ils décrochent la médaille de bronze à Turin (en), quatre ans plus tard. La neuvième place obtenue à Vancouver (en) lors de leur ultime compétition olympique est aussi leur dernière course. Haselrieder se blessant sérieusement à l'entrainement quelques semaines plus tard, ils décident de ne pas faire une saison de plus et mettent un terme à leur carrière sportive à la fin de l'été.
Germanophone de langue maternelle, il suscite involontairement la controverse en Italie lors des JO de Turin. À une question d'un journaliste lui demandant s'ils avaient été titrés, aurait-il chanté l'hymne de Mameli sur le podium, il répond ne pas connaître cette chanson. La polémique enfle et Gerhard Plankensteiner tente de l'éteindre en s'excusant de mal maîtriser l'Italien et que sous le coup de l'émotion, il n'a pas compris que l'hymne de Mamelli faisait référence à Fratelli d'Italia, l'hymne national italien.
Par ailleurs, Gerhard Plankensteiner remportent deux titres mondiaux à vingt ans de distance. Sacré dans l'épreuve par équipes (it) à Winterberg en 1989 (it). Il remporte un deuxième titre à Lake Placid en 2009. Avec Oswald Haselrieder, il s'impose en luge biplace. En tête avec seulement 8 millièmes de seconde d’avance sur les tenants du titre, les Allemands André Florschütz et Torsten Wustlich, à l’issue de la première manche, ils réussissent à augmenter leur avance de 49 autres millièmes, dans la seconde, pour conquérir leur premier titre mondial conjoint. Dans son palmarès, quatre médailles de bronze planétaires s'associent à ces deux médailles d'or.
Outre deux quatrième place aux Mondiaux de Calgary en 2001 (it) et de Oberhof en 2008 et deux cinquième place à ceux de Innsbruck en 1997 (it) et de Park City en 2005, le duo obtient six médailles aux Championnats d'Europe.
En 2009, Gerhard Plankensteiner s'est marié avec Susi Erdmann, lugeuse et pilote de bobsleigh allemande. Le couple se sépare un an plus tard. Il a ensuite travaillé comme garde forestier dans le Sud-Tyrol.

## Palmarès

### Jeux olympiques
- Albertville 1992
  - 11e en simple hommes (en)[5].
- Nagano 1998
  - 6e en luge biplace (en) avec Oswald Haselrieder[6].
- Salt Lake City 2002
  - 7e en luge biplace (en) avec Oswald Haselrieder[7].
- Turin 2006
  -  Médaille de bronze en luge biplace (en) avec Oswald Haselrieder[8].
- Vancouver 2010
  - 9e en luge biplace (en) avec Oswald Haselrieder[9].

### Championnats du monde
- Winterberg 1989 (it)
  -  Champion du monde de l'épreuve par équipes (it) avec Norbert Huber, Gerda Weissensteiner, Veronika Oberhuber (it) et Hansjörg Raffl.
- Winterberg 1991 (it)
  -  Médaille de bronze de l'épreuve par équipes (it) avec Arnold Huber, Gerda Weissensteiner, Natalie Obkircher, Hansjörg Raffl et Norbert Huber.
- Altenberg 1996 (it)
  -  Médaille de bronze de luge biplace (it) avec Oswald Haselrieder.
  -  Médaille de bronze de l'épreuve par équipes (it) avec Armin Zöggeler, Norbert Huber, Gerda Weissensteiner, Natalie Obkircher et Oswald Haselrieder.
- Innsbruck 1997 (it)
  -  Médaille de bronze de l'épreuve par équipes (it) avec Armin Zöggeler, Wilfried Huber, Natalie Obkircher, Gerda Weissensteiner et Oswald Haselrieder.
- Lake Placid 2009
  -  Champion du monde de luge biplace avec Oswald Haselrieder.

### Coupe du monde
- Meilleur classement général en simple hommes : 10e en 1992-1993 (it).
- Meilleur classement général en luge biplace : 2e en 1996-1997 (it).
- 37 podiums :
  - 1 podium en simple hommes : 1 troisième place.
  - 32 podiums en luge biplace : 5 victoires, 9 deuxièmes places et 18 troisièmes places.
  - 4 podiums par équipes : 2 deuxièmes places, 2 troisièmes places.

#### Classements annuels
| Saison         | Luge biplace | Simple hommes |
| -------------- | ------------ | ------------- |
| 1989-1990 (it) | NP           | NC            |
| 1990-1991 (it) | NP           | NC            |
| 1991-1992 (it) | NP           | 16e           |
| 1992-1993 (it) | NP           | 10e           |
| 1993-1994 (it) | NP           | 24e           |
| 1994-1995 (it) | 5e           | NP            |
| 1995-1996 (it) | 4e           | NP            |
| 1996-1997 (it) | 2e (it)      | NP            |
| 1997-1998 (it) | 3e (it)      | NP            |
| 1998-1999 (de) | 7e (de)      | NP            |
| 1999-2000 (de) | 5e (de)      | NP            |
| 2000-2001 (de) | 6e (de)      | NP            |
| 2001-2002 (de) | 7e (de)      | NP            |
| 2002-2003 (de) | 6e (de)      | NP            |
| 2003-2004 (de) | 5e (de)      | NP            |
| 2004-2005 (de) | 7e (de)      | NP            |
| 2005-2006 (de) | 7e (de)      | NP            |
| 2006-2007 (de) | 3e (de)      | NP            |
| 2007-2008      | 6e           | NP            |
| 2008-2009      | 5e           | NP            |
| 2009-2010      | 6e           | NP            |

#### Victoires
Gerhard Plankensteiner, associé à Oswald Haselrieder, remporte cinq victoires, toutes en luge biplace.
|   | Date             | Site         | Piste                                           |
| - | ---------------- | ------------ | ----------------------------------------------- |
| 1 | 29 janvier 1995  | Saint-Moritz | Stade Olympia Bobrun                            |
| 2 | 16 février 1997  | Nagano       | Spiral                                          |
| 3 | 8 décembre 2002  | Oberhof      | Piste de bobsleigh, luge et skeleton d'Oberhof  |
| 4 | 18 février 2007  | Sigulda      | Piste de bobsleigh, luge et skeleton de Sigulda |
| 5 | 30 novembre 2008 | Innsbruck    | Piste de bobsleigh, luge et skeleton d'Igls     |

## Distinction
- Chevalier de l'Ordre du Mérite national (Cavaliere Ordine al merito della Repubblica Italiana), sur l'initiative du Président de la République, le 9 mars 2006[14].